# James (přítok Missouri)
James (anglicky James River) je řeka v USA ve státech Severní a Jižní Dakota. Je dlouhá přibližně 900 km. Povodí řeky zaujímá přibližně plochu 60 000 km².

## Průběh toku
Pramení na planině Missouri a teče rovnoběžně s východním okrajem Velkých planin ve velmi široké dolině. Ústí zleva do Missouri jako její nejdelší levostranný přítok.

## Vodní stav
Na jaře dochází ke krátkodobému zvýšení průtoku, v létě k prudkým povodním, zatímco v ostatních částech roku má řeka vody málo.

## Využití
Využívá se na zavlažování.